# Cantone di Saint-Cernin
Il Cantone di Saint-Cernin era una divisione amministrativa dell'arrondissement di Aurillac.
A seguito della riforma approvata con decreto del 13 febbraio 2014, che ha avuto attuazione dopo le elezioni dipartimentali del 2015, è stato soppresso.

## Composizione
Comprendeva i comuni di
- Besse
- Freix-Anglards
- Girgols
- Saint-Cirgues-de-Malbert
- Saint-Illide
- Saint-Cernin
- Tournemire